# Religia în Franța

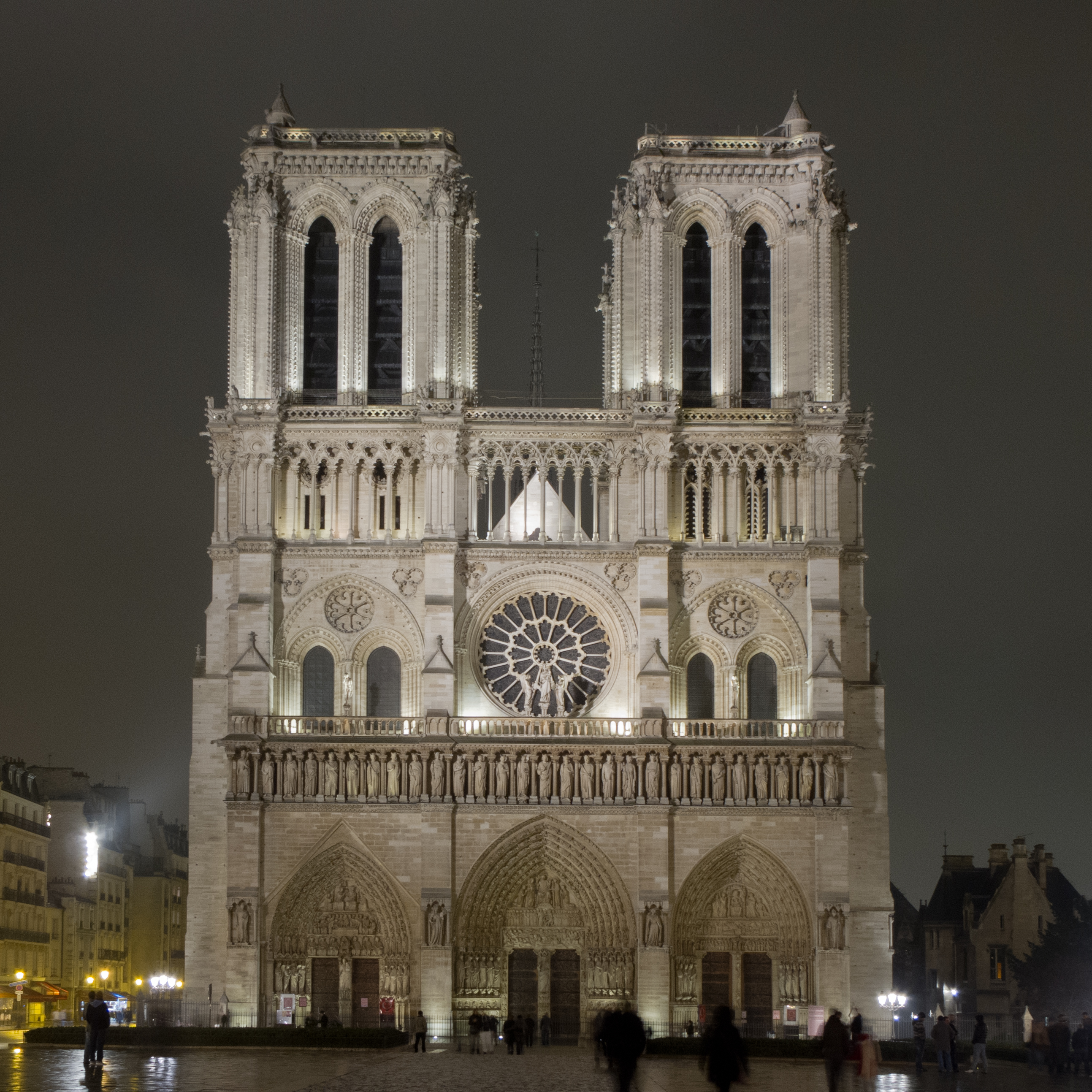
Catedrala Notre Dame de Paris

Din punct de vedere constituțional, Franța este un stat laic. Laicitatea franceză antrenează o separare reciprocă între Stat și Biserică, pe baza unui postulat prin care statul respectă toate religiile, dar nu recunoaște niciuna, ceea ce permite mai multor religii să coabiteze. Din principiu, statul francez interzice recensămintele cu caracter religios astfel încât datele din acest domeniu sunt oferite doar de instituții neoficiale. 
Conform unui sondaj CSA :
- 51 % din francezi se declară catolici (față de 67 % în 1994), dar doar jumătate dintre ei cred în mod ferm în existența lui Dumnezeu;
- 31 % din francezi (față de 23 % în 1994) se declară fără religie;
- 4 % musulmani (față de 2 % în 1994);
- 3 % protestanți;
- 1 % evrei;
- 10 % nu se pronunță.

Dintre cei care au declarat o religie majoritatea nu sunt însă practicanți.
În ciuda acestei scăderi a credincioșilor și în particular a catolicilor, religia catolică rămâne religia dominantă în Franța și își păstrează o influență importantă, în special în zonele predominant rurale ale țării. Chiar dacă statul este laic, catolicismul este prezent în mod particular, astfel că zilele de sărbătoare concid cu sărbători religioase catolice iar 90% din școlile private din Franța sunt școli catolice.